# Jayden Revri
Jayden Revri (nacido el 16 de mayo de 1999) es un actor británico conocido principalmente por sus papeles como Noah Potts en la serie de televisión The Lodge y Charles Rowland en la serie Dead Boy Detectives distribuida por Netflix.

## Primeros años
Revri nació y creció en Londres, Inglaterra, en el seno de una familia numerosa siendo uno de los mayores entre ocho hermanos.Su madre tiene ascendencia india y jamaiquina y su padre, ascendencia india e inglesa, por lo que él se considera mitad indio, un cuarto jamaiquino y otro cuarto, inglés.
Su familia siempre lo ha apoyado en la actuación. Desde que era pequeño era muy animado y le gustaba ser el centro de atención en las fiestas, por lo que su madre siempre le decía que debía estar en televisión. Fue descubierto por una agencia cuando actuaba en el rol de Simba en una producción escolar de El Rey León para el último año de primaria. Se unió a la agencia luego de perfeccionarse en la Escuela de Artes Escénicas Stagecoach durante cuatro años.

## Carrera
Revri comenzó su carrera cinematográfica en 2014 actuando en cortometrajes y participó en producciones teatralesantes de audicionar para The Lodge, una serie de televisión británica de drama adolescente de género musical, donde obtuvo el papel de Noah Potts. Al respecto, el actor comentó: «siempre tuve interés en actuar, cantar y bailar, así que fue increíble cuando surgió la oportunidad de interpretar un personaje en un show que abarcara las tres habilidades». La serie se grabó en Irlanda del Norte y se estrenó en 2016 por la señal Disney Channel, siendo distribuida globalmente a más de 100 países.y renovada para una segunda temporada en 2017 En ambas temporadas, el personaje de Revri tuvo un rol principal como un DJ que trabajaba en el hotel North Star Lodge y soñaba con convertirse en una superestrella. Revri lo describió como un personaje con el que es fácil identificarse, con una personalidad colorida, al que le gusta destacar y que siempre tiene su corazón en el lugar correcto y también manifestó: «Definitivamente veo mucho de mí en Noah. Es un muy buen amigo y yo me vería a mí mismo como un buen amigo para mis amigos».
Durante su época en The Lodge, Revri atravesó un extenso proceso de entrenamiento tanto a nivel coreográfico como vocal, participando en la banda sonora original de la serie. Posteriormente, continuó incursionando en el ámbito musical hasta el año 2018, aunque su música fue luego removida de las plataformas.
En noviembre de 2019, Revri ofreció una clase magistral en actuación para los jóvenes del instituto Inca Arts en Lichfield, abordando el trabajo con guiones, canciones y rutinas, así como respondiendo preguntas de los estudiantes.
En 2021, Revri participó en dos episodios de la miniserie Innocent. El mismo año interpretó a Devin, un personaje recurrente en la serie Destino: La Saga Winx distribuida por Netflix, que fue cancelada tras su segunda temporada, la cual permaneció en el Top 10 de Netflix por cinco semanas. Mientras estaba filmando esta serie y preparándose para la audición para un cortometraje, sus compañeros comenzaron a audicionar para Dead Boy Detectives y él los acompañó leyendo los textos, sin embargo, al interiorizarse en el personaje de Charles Rowland sintió que algo en ese rol lo atraía.
Revri describe que su llegada a su papel fue «bastante surreal», porque cuando estaba a punto de comunicarle a su agente la intención de audicionar, él mismo lo llamó y le dijo que había conseguido una audición para Charles. Una semana después de enviar su grabación, obtuvo el papel y continuó audicionando con otros actores para probar su química en pantalla, hasta que finalmente George Restrew y Kassius Nelson fueron escogidos para los papeles de Edwin y Crystal, respectivamente. Además del guion, Revri y Restrew leyeron todos los cómics en los que se basa la serie para preparar sus interpretaciones.
La serie, desarrollada en el mismo universo de The Sandman, se estrenó el 25 de abril de 2024. Revri interpreta al fantasma de un joven que perdió la vida tras ser atacado por matones en el internado de St. Hilarion y traba amistad con el fantasma de Edwin, eligiendo quedarse con él y unir fuerzas para ayudar a otros fallecidos a resolver sus asuntos pendientes y seguir adelante.El actor ha valorado la importancia que el show puede tener para lidiar mejor con el dolor y la pérdida, destacando que «El mensaje principal de toda la serie es ser uno mismo, sin pedir disculpas. Afortunadamente, Charles Rowland hace esto muy bien, así que espero que la gente lo ame y aprenda de él tanto como yo». También ha mencionado encontrar puntos en común con aspectos de la estética con herencia jamaiquina y la personalidad amigable y simpática de su personaje.
En relación con sus modelos a seguir y expectativas para su carrera, Revri ha afirmado: «Cuando era más joven, dije que quería ser Zac Efron y eso fui en The Lodge. Y quería ser un superhéroe lo cual es similar a Dead Boy Detectives, así que siento que he hecho todo lo que pude», aunque mencionó que le interesaría actuar como «supervillano» o en la adaptación de un videojuego.

## Filmografía

### Series
| Año     | Título                | Rol             | Notas                          | ref    |
| ------- | --------------------- | --------------- | ------------------------------ | ------ |
| 2016–17 | The Lodge             | Noah Potts      | Elenco principal, 25 episodios | [ 17 ] |
| 2021    | Innocent              | Hardeep         | 2 episodios                    | [ 18 ] |
| 2021    | Destino: La Saga Winx | Devin           | 3 episodios                    | [ 19 ] |
| 2024    | Dead Boy Detectives   | Charles Rowland | Elenco principal, 8 episodios  | [ 20 ] |

### Cortometrajes
| Año  | Título    | Rol   |
| ---- | --------- | ----- |
| 2014 | Mohammed  | Adam  |
| 2014 | Augustina | Dean  |
| 2015 | Rushing   | Henry |
| 2015 | Taciturn  | Ethan |